# Némesis (película de 1992)
Nemesis es una película de acción cyberpunk estadounidense de 1992 dirigida por Albert Pyun y protagonizada por Olivier Gruner, Tim Thomerson, Cary-Hiroyuki Tagawa, Yuji Okumoto, Marjorie Monaghan, Brion James y Deborah Shelton .  Ambientada en un mundo futuro cercano poblado por androides, la película se centra en Alex Rain (Gruner), un exagente antiterrorista mejorado cibernéticamente acusado por sus antiguos empleadores de asesinar a su antiguo amante, el líder de un grupo militante clandestino. Esta es la primera entrega de la serie de películas Nemesis, y fue seguida por cuatro secuelas directas y una película derivada. Después de estrenarse en Japón, Imperial Entertainment lo estrenó en los Estados Unidos en enero de 1993.

## Trama
En el año 2027, los androides ilegales (llamados cyborgs en la película) se han convertido en algo común, y muchos delincuentes se mejoran con componentes cibernéticos, haciéndolos "más que humanos". Alex Rain es un asesino y cazarrecompensas desilusionado del Departamento de Policía de Los Ángeles . Durante una misión de rutina, es atacado por un grupo militante conocido como The Red Army Hammerheads. Casi asesinado por la líder superviviente, Rosaria, Alex se resiste a su afirmación de que es un robot sin sentido: "El ochenta y seis coma cinco por ciento [de él] sigue siendo humano".Después de meses de reconstrucción y recuperación cibernética, Alex rastrea a Rosaria hasta Baja y la mata. Poco después de esto, aparecen sus encargados: su antiguo amante Jared, que es un androide, y otro androide, Sam. Alex decide que ya ha tenido suficiente y deja la policía de Los Ángeles, convirtiéndose en un estafador y gatillo independiente. Sin embargo, sus jefes de LAPD simplemente lo están dejando correr libremente por un tiempo. Su antiguo jefe, el comisionado Farnsworth, lo secuestra y lo lleva para una última misión. Según Farnsworth, Jared ha robado información de seguridad vital sobre una próxima cumbre entre Japón y Estados Unidos, y debe ser detenido antes de que filtre los planes a los Hammerheads. Farnsworth le dice a Alex que le implantaron una bomba en el corazón durante sus últimas reparaciones. Le dan tres días para encontrar a Jared antes de que ella se reúna con la líder de los Hammerheads, Angie-Liv; de lo contrario, la bomba detonará y lo matará. Después de volar a la ciudad de Shang-Loo en Java, lo sueltan como cebo para Jared.
En realidad, los Hammerheads no sólo están luchando contra el control gubernamental de la vida de las personas, sino también por el futuro de la humanidad. Un androide de nuevo diseño se está infiltrando en los niveles más altos de la sociedad humana, copiando las mentes de líderes poderosos en cuerpos sintéticos, entre ellos Farnsworth, quien ha sido reemplazado por Sam, que fue rediseñado para parecerse a él. Jared amenaza sus planes, por lo que la verdadera misión de Alex es fumarla para que los sintéticos la destruyan. Agotado, Alex comienza a medias su búsqueda y se registra en un hotel local. Pronto es interceptado por Julian, un cyborg que representa a Jared. Ella le dice que lo está siguiendo un equipo de ataque de LAPD liderado por "Farnsworth", esperando la oportunidad de atacar a los Hammerheads y a Jared.

Resulta que Jared resultó fatalmente herida en su fuga de Los Ángeles, por lo que fue necesario rescatar el núcleo de su memoria de su cuerpo. Después de quitar un dispositivo de vigilancia implantado en el ojo de Alex, Julian le inyecta un codificador digital que evita que la bomba sea detonada de forma remota. Ella le da el núcleo de la memoria de Jared, lo que le permite hablar con ella. El equipo de ataque irrumpe en el hotel y Julian se sacrifica para permitir que Alex escape.Alex finalmente se une a una mujer local, Max Impact, quien actúa como exploradora de los Hammerheads mientras actúa como guía turística. También es hermana de Rosaria, la mujer que había matado en la Vieja Baja. Si bien quiere que Alex muera, su lealtad hacia los luchadores por la libertad es lo primero. Lo llevan a los Hammerheads y Angie-Liv lo convence para que se una a su causa. Desafortunadamente, el equipo de ataque los rastrea, lo que lleva a un tiroteo y una persecución por la ciudad en ruinas. La mayoría de los Hammerheads, incluida Angie-Liv, son asesinados por los hombres de Farnsworth. Alex salva la vida de Max y finalmente se gana su perdón. En un enfrentamiento con Farnsworth, Alex le dispara con un lanzagranadas, aparentemente matándolo.
Alex y Max llegan a un hangar secreto donde les espera Yoshiro, un Hammerhead superviviente. Mientras lanzan su vehículo de escape, un aerodino, son atacados por el cyborg Farnsworth, reducido a su endoesqueleto mecánico. Alex lo derrota, pero sufre heridas graves en el proceso y descubre cuánto de él es realmente sintético. Alex lleva el núcleo de Jared a otro complejo de Hammerhead donde podrán destruir los laboratorios que se utilizan para duplicar personas. Desafortunadamente, esto significa borrar su memoria desde el núcleo, matándola efectivamente. Muy vendado y temporalmente ciego, Alex se ve obligado a despedirse.
Al infiltrarse en Los Ángeles y cazar a los agentes sintéticos, Alex acorrala a Germaine, la mano derecha de Farnsworth, en el helipuerto de la sede de LAPD. A pesar de las protestas de Germaine de que no puede esperar matar a todos los sintéticos, Alex le dispara. Antes de morir, Jared le dijo a Alex que el verdadero comisionado Farnsworth le dejó una carta en un antiguo lugar de entrega. En él, su antiguo mentor se disculpa por su trato a veces rudo y le recuerda que todos tienen que hacer lo correcto. Alex se marcha con su nuevo compañero, Max, y bromean sobre cómo van a pasar de contrabando su cuerpo sintético por la aduana del aeropuerto: "Pieza a pieza, Max..."

## Finales alternativos
La llamada Versión Extendida, lanzada sólo en Japón y en la edición limitada de BluRays alemanes, ofrece un final más oscuro. Después de la conversación de Alex y Max sobre ir a Nueva York, aparece Farnsworth mientras suben las escaleras. Una voz femenina (posiblemente Sam, a quien Jared se había referido anteriormente como el progenitor de la conspiración cyborg) pregunta: "¿Deberíamos eliminarlos ahora?" Farnsworth se vuelve hacia la mujer fuera de pantalla y responde: "¿Por qué no?", sugiriendo que logran acabar con Alex y Max.Esta versión no contiene la pelea entre Alex y el endoesqueleto de Farnsworth en el aerodino, lo que explica su aparición aquí. También hay una escena extendida con Germaine en su oficina en la sede de LAPD, preguntando al personal de seguridad si ha habido una brecha de seguridad.

Hay otro final alternativo en algunas plataformas VOD, donde ocurre la pelea con el endoesqueleto y una conversación en off entre Farnsworth y una mujer fuera de la pantalla, pero no hay ningún corte visible para Farnsworth. Es seguido por un trueno y no hay más explicaciones o videos como se sugirió anteriormente.

## Producción

### Escritura y preproducción
Nemesis fue concebida inicialmente como la última película de Albert Pyun bajo un contrato de tres películas con Cannon firmado en 1987. Después del muy estilizado thriller de secundaria Dangerfully Close y la poco convencional película de aventuras Down Twisted, Cannon quería que Pyun hiciera una película de acción más convencional. Pyun comenzó el desarrollo de dos proyectos: una nueva versión de Johnny Guitar de Nicolas Ray con John Travolta y un thriller procesal policial y de asesinos en serie, entonces titulado Alex Rain en honor al personaje principal.
Cuando Cannon decidió que la viabilidad comercial de Travolta era demasiado débil, esencialmente eliminaron la nueva versión de Johnny Guitar . Pyun pasó a Alex Rain y comenzó a desarrollar la película en torno a la actriz Kelly Lynch como una agente del FBI profundamente perturbada que caza a un asesino en serie entre la comunidad neonazi. Pyun incorporó toques futuristas y ambientó la película 25 años en el futuro; en un momento incluso consideró colocarlo en Marte 400 años en el futuro. Así comenzó el interés de Pyun por el entorno cyberpunk .Cuando Cannon tuvo problemas financieros en octubre de 1986, se le pidió a Pyun que dejara de lado a Alex Rain temporalmente y que se concentrara en ayudar a Cannon a salvar su película de aventuras incompleta y con un presupuesto excesivo , Viaje al centro de la Tierra . Posteriormente se centró en otros proyectos, entre los que destaca la película Cyborg (1989).

Pyun regresó con Alex Rain en 1991, después de realizar la película de realidad virtual Arcade para Full Moon Entertainment . La investigación de Pyun sobre esa película le dio una serie de ideas que quería incorporar a Alex Rain, incluida la reducción de la edad del protagonista a 13 años y convertir a Alex en un pilluelo callejero duro y violento que trabaja encubierto para una policía de Los Ángeles futurista. Acababa de trabajar con Megan Ward en Arcade, Pyun se reunió con Ward y sus agentes para delinear la película y discutir la elección de ella como protagonista. Ward y sus agentes respondieron favorablemente, a pesar de las reservas sobre el alto nivel de violencia y una escena que requería que su personaje estuviera completamente desnudo. Pyun filmó algunas escenas de prueba con Ward y luego comenzó a buscar un compañero de estudio.
Pyun leyó una entrevista con el ejecutivo de producción de Imperial Entertainment, Ash Shah, y se dio cuenta de que él y Shah compartían puntos de vista similares sobre hacia dónde podrían ir las películas de acción de bajo presupuesto. Pyun se reunió con los tres hermanos Shah y les presentó sus ideas para la película y sus posibilidades. Dejó el guion al Shah y lo llamaron al día siguiente para decir que querían hacer la película. Sin embargo, había una condición: querían que el protagonista cambiara de una niña de 13 años a un hombre de 30, para poder utilizar su reciente descubrimiento, el kickboxer francés Olivier Gruner. En una larga reunión en Imperial, ambas partes iban y venían hasta que Imperial acordó que, además del cambio de sexo, dejarían que Pyun hiciera la película que quería hacer sin importar cuán poco ortodoxos fueran sus métodos. Pyun aceptó contratar a Gruner y la preproducción comenzó a los pocos días.

## Realización
Imperial Entertainment estrenó la película de forma limitada en los cines de los Estados Unidos el 29 de enero de 1993, recaudando 2.001.124 dólares en taquilla.  La compañía también lo lanzó en VHS y laserdisc el mismo año. La película fue lanzada en DVD por Sterling Home Entertainment en 1998.  Esta versión está actualmente agotada .

En 2010, el director Pyun anunció su intención de relanzar la película en un corte nuevo y alternativo que presentaba efectos de computadora mejorados. 
En 2014, la empresa alemana Digidreams lanzó una serie completa de la serie de películas Nemesis . Totalmente remasterizado en alta definición. El conjunto incluye Nemesis 1-4 transferido en pantalla ancha de 1080p, banda sonora en CD de Nemesis 1, versión del director de Nemesis 1, características adicionales para las cuatro películas y comentarios de audio del director. El conjunto incluye audio 5.1/2.0 en alemán e inglés y no está bloqueado por región. La mayor parte del material adicional está en inglés.
El 18 de mayo de 2015, 101 Films Ltd en el Reino Unido también lanzó un conjunto completo de la serie de películas Nemesis en DVD PAL de la Región 2 y Blu-ray de la Región B.

## Recepción
La película tiene una puntuación positiva del 67% en el agregador de reseñas Rotten Tomatoes según cinco reseñas. 
Kevin Thomas, del Los Angeles Times, escribió que las ideas a veces provocativas de la película compensan su intrincada trama y su énfasis en la acción a expensas de la exposición. Thomas también elogió los efectos especiales de la película. 

## Secuelas
La película generó cuatro secuelas tituladas Nemesis 2: Nebula, ambientadas 73 años después de los eventos de la primera película,  Nemesis 3: Prey Harder, que presenta personajes enviados al pasado hasta 1998, Nemesis 4: Death Angel y Nemesis 5: The Nuevo modelo que fue lanzado 21 años después de la última entrega.  Nemesis 3 se realizó utilizando material sobrante de la producción de Nemesis 2 . 
En 2017, Pyun pasó a un segundo plano como productora ejecutiva de Nemesis 5: The New Model, dirigida por Dustin Ferguson, con Sue Price retomando su papel junto a Mel Novak, Dawna Lee Heising y Schuylar Craig.  También se anunció Cyborg Nemesis: The Dark Rift, un crossover con su serie de películas Cyborg . Se rumorea que aparecerá la estrella original de Nemesis, Olivier Gruner. 